# Elis Höglund (soldat)
Elis Höglund, född 17 augusti 1915 i Maria Magdalena, Stockholm, död 16 maj 2008 i Köpingsvik, var en svensk som under andra världskriget var frivillig i Waffen-SS som SS-Untersturmfûhrer i SS-divisionen Wiking samt SS-Unterscharführer i 11. SS Freiwilligen-Panzergrenadier-Division Nordland.

## Biografi
Höglund växte upp som barn i en fosterfamilj på Öland. Han hade flera vänner som var nationalsocialister och blev tidigt politisk aktiv inom Lindholmsrörelsen. Han gjorde värnplikt på I11 i Växjö och anmälde sig 1939 som frivillig till finska vinterkriget. Han tog sig sedan (efter Nazitysklands ockupation av Norge i april 1940) till Oslo och anmälde sig som frivillig till tyska armén och Waffen-SS. Efter utbildning och politisk skolning i Tyskland skickades han ut i kriget.
Han bevittnade flera massavrättningar, bland annat hur en bandvagn i staden Rostov skoningslöst körde över en samling armenier som låg uppradade på marken. Den 3 september 1943 skadades han av granatsplitter i armbågen och höften under ett stort pansarslag i staden Charkov i Sovjetunionen och åkte därefter med sjuktåg till Wien. När han återhämtat sig blev han förflyttad till den nyuppsatta divisionen 11. SS Freiwilligen-Panzergrenadier-Division Nordland. Den 15 oktober 1943 tilldelades han järnkorset av andra klass för sina insatser i division Wiking, samt befordrades till SS-Unterscharführer. Först i april 1944 anlände han till Narva i Estland för att ställas till division Nordlands förfogande. I augusti 1944 deserterade han och lyckades med hjälp av estniska smugglare ta sig över Östersjön i en liten båt till Sverige.
Höglund var efter kriget medlem i SAC-Syndikalisterna och arbetade som vakt på Solliden på Öland.